# Audrey Reid
Audrey Reid (* 25. März 1952 in Bunkers Hill, Trelawny Parish) ist eine ehemalige jamaikanische Hochspringerin und Sprinterin.
1967 gewann sie bei den Panamerikanischen Spielen in Winnipeg Bronze in der 4-mal-100-Meter-Staffel und wurde Sechste im Hochsprung.
Im Hochsprung schied sie bei den Olympischen Spielen 1968 in Mexiko-Stadt in der Qualifikation aus und wurde Vierte bei den British Commonwealth Games 1970 in Edinburgh. 1971 siegte sie bei den Zentralamerika- und Karibikmeisterschaften und gewann Silber bei den Panamerikanischen Spielen in Cali.
Bei den Olympischen Spielen 1972 in München wurde sie Elfte, und bei den Olympischen Spielen 1976 in Montreal kam sie auf den 21. Platz.
Im Jahr 1972 wurde sie US-Meisterin im Hochsprung. Ihre persönliche Bestleistung von 1,85 m stellte sie am 21. Mai 1976 in Wichita auf.